# ブータン共産党マルクス・レーニン・毛沢東主義派

党旗

ブータン共産党マルクス・レーニン・毛沢東主義派は、近年、ブータンで結成された非合法政党。ネパールのブータン難民で構成され、主にネパールの国連難民キャンプで「新・民主主義革命」と呼び、ブータンの君主制とワンチュク国王の打倒を目指している。
党の実態についてはあまり知られていないが、規模は小さく、ヴィカルパ（Vikalpa）という人物が総書記として発表されており、ネパール内戦からインスピレーションを受けていると見られる。最初のプレスリリースがネパール共産党毛沢東主義派のウェブサイトを介して掲載された。このプレスリリースは、ウラジーミル・レーニンの誕生日にあたる2003年4月22日に日付がついていたので、大体、この頃に結成されたと推測されている。党は「Sikkimisation」（シッキムのようなインドへの併合）のプロセスを開始した君主制を非難して、強硬な反インド路線を取った。
ヴィカルパは、総書記だったが、2008年1月に「非協力的で、地方自治主義かつ日和見主義的」として党から追放されたと報じられた。
党には、軍事部門「虎部隊」がある。

## 思想
「農民兄弟の要求」は国連難民キャンプで見つかったパンフレットの1つで、10項目にわたって要求が記されている。
1. ブータン政府は自主民主主義を宣言し、人民の権利と自由を保障しなくてはならない。
2. ブータン政府は、尊厳と名誉をもってすべての市民を本国に送還しなくてはならない。
3. ブータン政府は自決権の原則を受け入れてこれを保障しなくてはならない。
4. 「人民のための土地」の原則で、土地を貧しい農民と土地のない農民に与えなくてはならない。
5. ブータン政府は、150ニュルタムの最低賃金（日給）を修正する必要がある。また、今後の大災害、健康保険の保護のための緊急基金を保証しなくてはならない。
6. 女性にすべての基本的権利を保障しなくてはならない。
7. ブータン政府は、無料の教育と雇用を保証する必要がある。
8. 民主主義および雇用に関心を向けた教育を保障しなくてはならない。
9. すべての厳格な法律を廃止して、民主的な法律や憲法に再構築する。
10. 国内への自由な旅行を保障しなくてはならない。